# Audyt sprawozdania finansowego na Ukrainie
Audyt sprawozdania finansowego na Ukrainie (od łacińskiego audire – słuchacz) – badanie danych księgowych oraz wskaźników sprawozdania finansowego jednostki w celu nagromadzenia wystarczających dowodów dających podstawę do wydania niezależnej opinii przez biegłego rewidenta o rzetelności i jasności istotnej informacji przedstawionej w sprawozdaniu finansowym, a także jego zgodności we wszystkich istotnych aspektach z ustawodawstwem Ukrainy.
W źródłach anglojęzycznych, audyt definiowany jest jako ocena osoby, organizacji, systemu, procesu, przedsiębiorstwa, projektu lub produktu. Na Ukrainie, ten termin często jest ujmowany jako kontrola w zakresie rachunkowości, także jest stosowany w dziedzinie zarządzania projektami, zarządzania jakością, zarządzania zasobami naturalnymi, czy oszczędzania energii.

## Historia rozwoju audytu na Ukrainie
Rozwój audytu na Ukrainie niepodległej został podzielony na 5 etapów:

### 1987-1992
Pojawienie się własności prywatnej, pojawienie na Ukrainie zagranicznych spółek kapitałowych stworzyło potrzebę w nowej, niezależnej od państwa, formy kontroli. Rozpoczęły działalność gospodarczą pierwsze firmy audytorskie, których działalność była pod znaczną kontrolą państwa.

### 1993-1998
Okres charakteryzuje się znacznym zmniejszeniem kontroli państwa nad gospodarką narodową, likwidacja wydziałów kontrolno-rewizyjnych działających przy ministerstwach. Wiele z byłych rewizorów rozpoczęło własną praktykę audytu. W tym okresie od momentu przyjęcia ustawy „O działalności audytorskiej”, na Ukrainie rozpoczęło się tworzenie ram prawnych audytu. Wymóg przeprowadzenia obowiązkowego badania sprawozdania finansowego dla większości przedsiębiorstw w tym okresie, doprowadziła do znacznego zapotrzebowania na tego typu działalność. Brak wymagań audytowych oraz brak odpowiedniej państwowej i publicznej kontroli nad jakością usług audytorskich doprowadziło do świadczenia formalnych usług audytorskich.

### 1999-2003
Rezygnacja z obowiązkowego przeprowadzenia audytu, a także kryzys finansowy 1998 roku doprowadzili do znacznego zmniejszenia zapotrzebowania na usługi audytorskie. Złożoność ukraińskiego ustawodawstwa, dotyczącego podatków i biznesu, stworzyła nowe zapotrzebowanie na usługi specjalistów w dziedzinie podatków, rachunkowości i regulacji biznesowych. Dyskredytacja audytorów krajowych w poprzednim okresie spowodowała wzmocnienie monopolu przedstawicieli Wielkiej Piątki oraz innych zagranicznych firm audytorskich. Ten okres charakteryzuje się przyjęciem Krajowych Standardów Audytu, które zostały opracowane zgodnie z międzynarodowymi.

### 2004-2009
Uznanie Ukrainy jako gospodarki rynkowej, otwarcie swoich rynków w ramach Światowej Organizacji Handlu, nadejście inwestycji zagranicznych, szczególnie, banków z kapitałem zagranicznym stało główną przesłanką wzrostu gospodarczego na Ukrainie. Ważną rolę odegrało przyjęcia Krajowych oraz Międzynarodowych Standardów Rewizji Finansowej. Ten okres charakteryzuje się poprawą jakości usług audytorskich, zwiększenie udziału krajowych firm na ukraińskim rynku usług audytorskich, zwiększenie ilości świadczonych usług związanych z audytem.

### Od 2010
Kryzys finansowy z lat 2008–2009 miał negatywny wpływ na sytuację gospodarczą Ukrainy, co doprowadziło do spadku popytu na audyt, ale jednocześnie był zidentyfikowany wzrost zapotrzebowania na usługi związane z audytem: konsulting, outsourcing usług księgowych.

## Regulacja działalności audytorskiej
Na Ukrainie działalność audytorska jest regulowana przez Izbę Audytorów Ukrainy, która składa się z dwudziestu członków:
• Po jednym przedstawicielu delegują: Ministerstwo Finansów Ukrainy, Ministerstwo Sprawiedliwości Ukrainy, Ministerstwo Gospodarki Ukrainy, Ministerstwo Dochodów i Opłat Ukrainy, Narodowy Bank Ukrainy, Państwowy Komitet Statystyki Ukrainy, Krajowa Komisja Papierów Wartościowych i Funduszy Inwestycyjnych, Krajowa Komisja, regulująca rynki usług finansowych, Izba Obrachunkowa Ukrainy oraz Główny Urząd Kontrolno-Rewizyjny Ukrainy.
• Od audytorów są delegowane dziesięć osób, posiadające odpowiednie kwalifikacje oraz staż pracy nie krótszy niż pięć lat, a także przedstawicieli instytucji zawodowych i organizacji naukowych.

## Standardy audytu
Do dnia 31 grudnia 2003 roku Ukraina miała własne Krajowe Standardy Rewizji Finansowej, które zostały opracowane odpowiednio do Międzynarodowych Standardartow Rewizji Finansowej.
Od 1 stycznia 2004 r. Izba Audytorska Ukrainy (IAU) postanowiła przyjąć Standardy audytu oraz etyki Międzynarodowej Federacji Księgowych (wydanie 2003 roku), jako Krajowe Standardy Audytu.

## Proces audytu[1]
- Etap początkowy
- Etap badania
- Etap końcowy

### Etap początkowy
- wybór obiektu audytu, zaznajomienia z jego biznesem i stanem księgowości;
- zbadanie statutu, dokumentów założycielskich oraz prawnych obowiązków klienta;
- określenie zakresu prac, ustalenie wysokości kwoty do zapłacenia i zawarcie umowy;
- opracowanie planu oraz programu audytu.

### Etap badania
- sprawdzenie operacji gospodarczych i ksiąg rachunkowych;
- korygowanie planu i programu;
- analiza sprawozdania finansowego.

### Etap końcowy
- analiza wyników badania;
- sporządzanie raportu, przygotowanie propozycji i prezentacja klientowi;
- przygotowanie opinii z przeprowadzonego audytu.

Pierwszym krokiem w etapie początkowym jest wybór przedmiotu kontroli, zapoznanie się z jego biznesem oraz stanem księgowości. W praktyce krajowej, wybór obiektu audytu dokonują audytorzy lub firmy audytorskie. Jeżeli w rolę „zamawiającego” występuje klient, to audytor musi otrzymać od niego pisemny wniosek, w którym jest określony cel przeprowadzenia audytu.
Przed zgodą na przeprowadzenia audytu, audytorzy muszą przeanalizować informację na temat potencjalnego klienta, ponieważ przy szczególnych okolicznościach taka działalność może być ryzykowna. Oprócz tego należy wziąć pod uwagę specjalne wymagania do audytorów, dotyczące ich niezależności. Po przygotowaniu umowy, kierownicy firmy audytorskiej decydują o powołaniu odpowiedzialnego za przeprowadzanie audytu oraz zespołu.
Przed początkiem sprawdzenia, audytorzy badają system księgowy i kontrolę wewnętrzną, dokumenty statutowe i założycielskie, zaświadczenie o rejestracji państwowej, ustalają obecność rozporządzenia o polityce rachunkowości spółki. Szczególną uwagę należy zwrócić przedmiotu i rodzajom działalności, które są przewidziane statutem. To pozwala określić zgodność z prawem dokonania transakcji handlowych. Również ważne jest sprawdzenie obecności licencji na oddzielne rodzaje działalności oraz realizację pewnych towarów. Badanie systemu księgowego, oceny kontroli wewnętrznej oraz ryzyka, audytor dokonuje poprzez analizę struktur organizacyjnych, wywiady z kierownictwem i pracownikami, przegląd dokumentów, obserwowanie pracy menedżerów i audytorów wewnętrznych. Głównym celem oceny kontroli wewnętrznej przedsiębiorstwa jest stworzenia podstawy do planowania audytu oraz określenia czasu i objętości procedur audytorskich, a także wysokości wynagrodzenia za świadczone usługi.
Zrozumienia przez audytora biznesu klienta – to jest wiedza na temat: głównych czynników wpływających na działalność firmy, najważniejszych charakterystyk działalności przedsiębiorstwa, jego struktury organizacyjnej, procesu produkcji, świadczenie usług, stanu finansowego, podziału obowiązków pomiędzy kierownictwem a innymi pracownikami.
Na etapie przygotowania do sprawdzania, audytorzy badają wyniki poprzedniej kontroli, dokonują przegląd ram prawnych, dotyczących obiektu audytu. Ważną procedurą dla planowania audytu i wyboru metody sprawdzania jest określenia ryzyka audytorskiego. Audytor powinien ustalić, czy jest dopuszczalną koncepcja sprawozdania finansowego, która była przyjęta przez personel zarządzający.
Ostatnim krokiem etapu wstępnego jest planowanie. Planowanie – proces wdrożenia decyzji strategii audytorskiej. Planowanie zapewnia tworzenia odpowiedniej opinii audytora o sprawozdaniu finansowym obiektu kontroli, ponosząc minimalne koszty.

#### Planowanie[2]
- zapoznanie się z działalnością klienta i jego systemem księgowym;
- ocena ryzyka, związanego z biznesem, systemem księgowym i kontrolą wewnętrzną;
- ustalenie strategii audytu zgodnie ze stopniem ryzyka audytu;
- koordynacja pracy audytora w taki sposób, żeby ona była wykonana w sposób profesjonalny, a także w ustalonym terminie;
- alokacja budżetu czasowego, przeznaczonego na sprawdzenie audytorskie;
- ustalenie materialno-technicznego zabezpieczenia audytu.

Firmy audytorskie powinni organizować swoją działalność w taki sposób, aby zapewnić jej wysoką jakość i mieć pewność, że w każdej sytuacji wykorzystują się najbardziej skuteczne procedury kontroli. Na etapie planowania firmy audytorskie sporządzają ogólny plan sprawdzenia oraz program audytu.
Następnym etapem organizacyjnym jest przeprowadzenia bezpośredniego sprawdzenia. Ustawa Ukrainy „O działalności audytorskiej” przewiduje, że audytorzy mają prawo do samodzielnego określenia formy i metody audytu na podstawie obowiązujących przepisów, istniejących norm i standardów, warunków umowy z klientem, profesjonalnej wiedzy i doświadczenia. Audytorzy, na danym etapie, wykonują różne procedury w celu monitorowania, zbierania informacji i otrzymania udokumentowanych dowodów. Dla wykonania zadania, które są określone na etapie sprawdzenia sprawozdania finansowego, w praktyce wykorzystują procedury analityczne i weryfikujące pozycji bilansowe.

#### Procedury analityczne
- analiza wskaźników finansowych
- porównania danych faktycznych z planowanymi lub analogicznymi z lat poprzednich;
- identyfikacja odchyleń;
- analiza regresji

Jeżeli w procesie analizy sprawozdania finansowego audytor wykryje znaczące odchylenia od oczekiwanych, to w tym przypadku konieczne jest przeprowadzić procedury dodatkowe lub zbadanie szczególnych kwestii.
Audytor musi odzwierciedlać w dokumentach roboczych informację na temat planowania swojej pracy, czasu oraz objętości wykonanych procedur, ich wyników, a także wniosków z otrzymanych dowodów audytorskich. Przykłady dokumentów roboczych biegłego rewidenta przedstawione w tablice:

## Udokumentowanie źródeł informacji oraz rezultatów podczas procesu audytu[5]
|   | Źródłowe dokumenty audytu | Etapy procesu | Udokumentowanie rezultatów |
| - | --- | --- | --- |
| 1 | Zasoby informacji masowej (media). Przepisy prawne. Sprawozdanie finansowe za lata poprzednie. List-zaproszenia audytorów. Protokoły posiedzeń z klientem. Korespondencja z poprzednim audytorem.                                                       | Wybór klienta oraz zawarcie umowy                                                                                           | Ankieta poprzedniej oceny ryzyka. List-zobowiązania audytora przed klientem Wstępne obliczenie czasu poświęconego na badanie, wynagrodzenia oraz przygotowanie pierwszego wariantu planu audytu.                                       |
| 2 | Dokumenty statutowe, lista założycieli. Struktura organizacji klienta. Protokoły z posiedzeń akcjonariuszy, zarządu. Umowy, kontrakty, licencje. Dokumenty poprzedniego audytu. Dokumenty oraz rejestry księgowe.                                       | Planowanie | Poprawiony plan audytu. Program kontroli. Tablice analityczne: analiza stanu finansowego, porównanie wskaźników z branżą. Kwestionariusze oceny ryzyka. Obliczenia materialności.                                                      |
| 3 | Struktura zarządzania. Protokoły spotkań z klientem. Dokumenty, które wzmacniają podział praw, obowiązków, odpowiedzialności. Instrukcji z księgowości. Dokumenty audytu wewnętrznego. Umowy, kontrakty. Program audytu. Dokumenty poprzedniego audytu. | Przeprowadzenia audytu: badanie, ocena o testowanie systemu kontroli wewnętrznej. Potwierdzenie sald na kontach księgowych. | Kwestionariusze systemu kontroli wewnętrznej. Ocena ryzyka. Rezultaty testowania kontroli. List do kierowników, raporty do zarządu, komisji audytorskiej. Potwierdzenie wyciągów bankowych. Dokumenty inwentaryzacyjne. Ocena wyników. |
| 4 | Dokumenty-zeznania. Raport o toczących się procedurach. Protokoły posiedzeń z klientem (omówienia wyników) | Podsumowujące procedury | Raport kierownictwa klienta. Podsumowanie błędów znalezionych i ocena ich materialności. |
| 5 | Ostateczna wersja sprawozdania. Podsumowanie wyników audytu. Recenzja partnera kontrolnego. | Raport audytorski | Raport badania. Inne sprawozdanie, przewidziane umową. |

Przy prowadzeniu dokumentacji audytowej powstaje problem z jej właściwym przechowywaniem, co jest istotnym warunkiem dotrzymania przez audytora obowiązku zapewnienia konfidencyjności otrzymanej informacji.

### Procedury organizacyjno-metodyczne, zapewniających właściwe przechowywanie informacji, zebranej przez biegłego rewidenta w trakcie badania
- zapewnienie całości zebranej informacji, przez odpowiednie sporządzenie dokumentów audytorskich;
- stworzenie specjalnej służby archiwalnej;
- zapewnienie autoryzowanego dostępu do dokumentów.

Końcowy etap procesu audytu składa się z trzech etapów: oceny i analizy wyników sprawozdania, sporządzenia raportu, przygotowanie propozycji i prezentacja ich klientowi, a także generowania opinii. Na etapie oceny i analizy wyników audytu kierownik firmy audytorskiej powinien ocenić rezultaty badania i przeanalizować, czy zebrano wystarczająco dowodów dla potwierdzenia wiarygodności sprawozdania finansowego.
Następnym krokiem końcowego etapu procesu audytu jest sporządzenia przez biegłego rewidenta sprawozdania, w którym są ujawnione mocne i słabe strony przedsiębiorstwa. Szczególną uwagę audytor skupia na propozycjach poprawy systemu zarządzania firmy, organizacji systemu księgowego oraz kontroli wewnętrznej. W zależności od potrzeb klienta, opinie biegłego rewidenta zaczytują podczas spotkania z założycielami lub oddają kierownictwu przedsiębiorstwa. Dla publikacji sprawozdania finansowego spółki, zgodnie z ustawą Ukrainy „O działalności audytorskiej”, audytor zobowiązany sporządzać opinię, którą w ciągu dziesięciu dni od daty zakończenia audytu, ujawnia przedsiębiorstwu i administracji podatkowej.
Efektywność działalności audytorów podczas przeprowadzenia audytu sprawozdania finansowego zależą od szeregu działań, które powinny zapewnić efektywne wykorzystanie kapitału ludzkiego, w tym: podział pracy, tworzenie warunków prawnych dla pracy, organizację pracy każdego audytora, racjonalne planowanie, udokumentowanie ważnych elementów sprawdzenia, kontrola jakości pracy audytorów itd.